# Galium degenii
Galium degenii är en måreväxtart som beskrevs av Antonio Baldacci och Árpád von Degen. Galium degenii ingår i släktet måror, och familjen måreväxter. Inga underarter finns listade i Catalogue of Life.